# 花岡清二
花岡 清二（はなおか せいじ 1947年9月28日 - ）は元セイコーエプソン社長。長野県岡谷市出身。長野県諏訪清陵高等学校、東北大学工学部卒。前セイコーエプソン会長、元中部経済連合会副会長。

## 略歴
- 1970年諏訪精工舎（現セイコーエプソン）入社
- 1995年4月情報画像事業本部副事業本部長
- 1995年6月取締役
- 1996年6月取締役退任
- 1996年7月Epson America, Inc.副社長
- 1997年11月セイコーエプソン情報画像事業本部副事業本部長
- 1998年6月取締役
- 1999年6月常務取締役
- 2002年4月専務取締役
- 2003年4月代表取締役副社長
- 2005年4月代表取締役社長
- 2008年6月代表取締役会長
- 2014年6月：中部経済連合会副会長[1]。